# Unbinilium
Az unbinilium a 120-as rendszámú, jelenleg még fel nem fedezett kémiai elem. Eka-Radiumnak is hívják és a transzaktinoidákhoz tartozik. Vélhetően szilárd halmazállapotú, erősen bázikus alkáliföldfém, valószínűleg fémesen és ezüstösen fehér vagy szürke. Atomtömege 297 (becsült). Az oganeszonra alapozott elektronszerkezete: [Og]{\displaystyle 8s^{2}} Az unbinilium radioaktív, a természetben nem található meg, mesterséges magfúzióval állíthatják elő. Az úgynevezett „stabilitás szigetének” része, ami azt jelenti, hogy a legtöbb másik transzaktinoidához képest felezési ideje nem a másodperc törtrésze, hanem ennél jelentősen hosszabb. A mágikus számok, ahol a megfelelő izotópok jóval stabilabbak a többi izotópnál vagy a szomszédos elemeknél, jó néhány periódusos rendszeren illetve izotóptáblázatban fel vannak tüntetve, jelezvén hogy az adott elem vagy izotóp viszonylag stabilabb a többinél. A mágikus neutronszám a 184-es, amelyhez 114, 120 vagy 126 proton kapcsolódhat, így lehet a fleróvium-298, az Unbinilium-304 és az Unbihexium-310 stabilabb a szomszédos elemeknél. Ezek közül a legstabilabb az Ubn-304-es az ideális 184 neutronja miatt.